# Route nationale 67bis
La route nationale 67BIS ou RN 67BIS était une route nationale française reliant la Cluse-et-Mijoux à la frontière suisse. À la suite de la réforme de 1972, elle a été déclassée en RD 67BIS.

## Ancien tracé de la Cluse-et-Mijoux à la Suisse (D 67BIS)
- La Cluse-et-Mijoux
- Verrières-de-Joux
- Suisse, direction Neuchâtel H10